# Kazimierz Błeszyński (poseł)
Kazimierz Błeszyński herbu Suchekomnaty (ur. 1703, zm. 23 kwietnia 1757) – poseł na Sejm, cześnik piotrkowski (1730-37), cześnik sieradzki (1737-46), chorąży większy sieradzki (1748-57), pisarz skarbu koronnego, podstarości i sędzia grodzki sieradzki. Ojciec Ignacego.
Kazimierz Błeszyński urodził się w 1703 roku w Błesznie. Był synem Józefa Błeszyńskiego, cześnika piotrkowskiego i Marianny z Linowskich herbu Pomian. Wcześnie rozpoczął karierę polityczną, bowiem już w 30. roku życia został posłem na Sejm.
Był właścicielem m.in. Złoczewa i Brzeźnia w pow. sieradzkim. W roku 1731 dzierżawił wieś Wrzącą koło Błaszek. Przeprowadził w swoich dobrach wiele reform. Włączył do folwarków pustki chłopskie i nieużytki. Wprowadził szczegółową dokumentację wszystkich przychodów i wydatków dworskich. Nadzorem objął produkcję piwa i wódki. Wprowadził jednolity system miar i wag oraz sztywne ceny za gotowe towary przemysłowe i usługi rzemieślnicze.
Jako deputat podpisał pacta conventa Augusta III Sasa w 1733 roku. Był posłem województwa sieradzkiego na sejm zwyczajny pacyfikacyjny 1735 roku. W 1746 roku został ponownie wybrany posłem na Sejm. W trakcie obrad domagał się wyznaczenia w woj. sieradzkim sejmików relationis. Chciał także, aby ciężary podatkowe, jakie płacono na Ukrainie, zrównać z wielkopolskimi. Posłował ponownie w roku 1754. Ożenił się z Teresą ze Strusiów, wdową po Ignacym z Zakliczyna Jordanie, cześniku krakowskim. Wraz z żoną ufundował murowany kościół w Brzeźniu. Zmarł 23 IV 1757 roku we Wrocławiu. Pochowano go w klasztorze oo. Bernardynów w Złoczewie. W kościele w Brzeźniu znajduje się epitafium Kazimierza Błeszyńskiego ufundowane przez jego małżonkę.